# Jiang Ping
Jiang Ping (chinois simplifié : 江平; pinyin : Jiāng Píng), né le 30 décembre 1930 à Dalian et mort le 19 décembre 2023 à Pékin, était un juriste chinois. Il a été président de l'Université de Chine de sciences politiques et droit et membre du Comité permanent de l'Assemblée nationale populaire.
Il est expert en droit privé et en droit romain et a joué un rôle important dans la formulation de la législation chinoise.

## Biographie
Jiang Ping est né à Ningbo, province du Zhejiang, le 28 décembre 1930. Il a été admis à Université Yenching en 1948 et en 1951, il est allé en Union soviétique pour étudier les sciences juridiques et est diplômé de l'Université d'État de Moscou en 1956. Après avoir obtenu son diplôme, Jiang Ping a rejoint la faculté du Université de Chine de sciences politiques et droit.
Jiang est devenu l'Université de Chine de sciences politiques et droit en 1988. Il a démissionné de ses fonctions en 1990 pour sa position pro-étudiante dans les  Manifestations de la place Tian'anmen  en 1989.
En octobre 2010, il a signé une lettre ouverte avec 500 personnes, dont Hu Jiwei, Zong Peizhang et Li Rui, appelant au renforcement de la démocratie et à la réduction de la censure, ce qui a attiré l'attention internationale.
Grâce à ses efforts, le laojiao, l'un des systèmes de détention administrative chinois considéré comme déraisonnable, a été aboli en 2013.